# Czernice Borowe (gmina)
Czernice Borowe (daw. gmina Chojnowo) – gmina wiejska w województwie mazowieckim, w powiecie przasnyskim. W latach 1975–1998 gmina położona była w województwie ciechanowskim.
Siedziba gminy to Czernice Borowe.
Według danych z 30 czerwca 2004 gminę zamieszkiwały 4082 osoby. Natomiast według danych z 31 grudnia 2017 roku gminę zamieszkiwało 3840 osób.

## Struktura powierzchni
Według danych z roku 2002 gmina Czernice Borowe ma obszar 120,31 km², w tym:
- użytki rolne: 87%
- użytki leśne: 8%

Gmina stanowi 9,88% powierzchni powiatu.

## Demografia

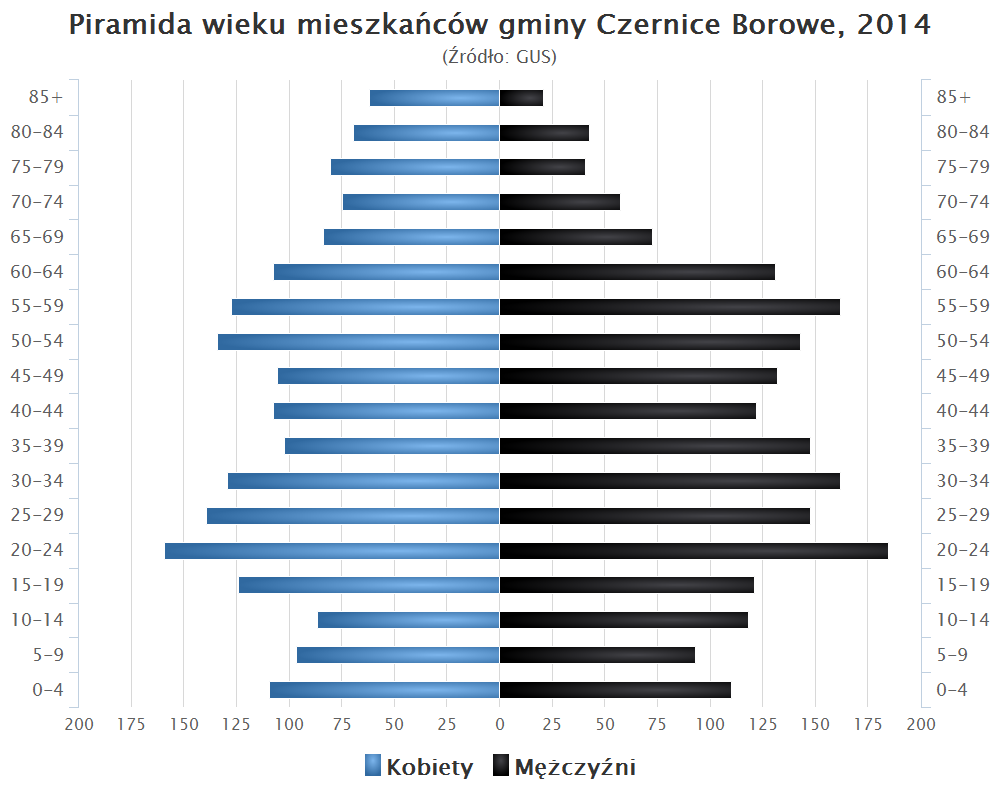
Piramida wieku mieszkańców gminy Czernice Borowe w 2014 roku

Dane z 30 czerwca 2004:
| Opis                              | Ogółem | Ogółem | Kobiety | Kobiety | Mężczyźni | Mężczyźni |
| --------------------------------- | ------ | ------ | ------- | ------- | --------- | --------- |
| jednostka                         | osób   | %      | osób    | %       | osób      | %         |
| populacja                         | 4082   | 100    | 1987    | 48,7    | 2095      | 51,3      |
| gęstość zaludnienia (mieszk./km²) | 33,9   | 33,9   | 16,5    | 16,5    | 17,4      | 17,4      |

## Sołectwa
Borkowo-Falenta (Borkowo-Falenta, Borkowo-Boksy), Chojnowo (Chojnowo, Chojnówka), Chrostowo Wielkie (Chrostowo Wielkie, Chrostowo-Zalesie, Jabłonowo, Kuskowo, Wyderka), Czernice Borowe, Dzielin (Dzielin, Kownaty), Górki, Grójec, Jastrzębiec, Kadzielnia, Kosmowo (Kosmowo, Nart), Miłoszewiec (Miłoszewiec, Ostafieje), Nowe Czernice, Obrębiec, Olszewiec, Pawłowo Kościelne (Pawłowo Kościelne, Nowe Pawłowo, Pawłowo-Góry, Pawłowo-Poręba), Pawłówko, Pierzchały (Pierzchały, Smoleń-Poluby), Rostkowo, Szczepanki (Szczepanki, Piechy), Turowo (Turowo, Skierki), Węgra, Załogi (Załogi-Jędrzejki, Nałęcze Toki, Załogi-Cibory), Zberoż, Zembrzus, Żebry (Żebry-Idźki, Żebry-Kordy, Żebry-Marcisze).

## Sąsiednie gminy
Dzierzgowo, Grudusk, Krasne, Krzynowłoga Mała, Opinogóra Górna, Przasnysz (gmina miejska), Przasnysz (gmina wiejska), Regimin